# Toribio de Luzuriaga
Toribio de Luzuriaga y Mejía est un général argentin d'origine péruvienne, né le 16 avril 1782 à Huaraz dans la vice-royauté du Pérou et mort à Pergamino, en Argentine, le 1er mai 1842.

## Biographie
Né à Huaraz le 16 avril 1782, Toribio de Luzuriaga est le fils de Manuel de Luzuriaga y Elgarreta, commerçant basque originaire de la Biscaye, et de María Josefa Mejía de Estrada.
En 1797, il travaille comme secrétaire privé de Gabriel de Avilés y del Fierro, promu capitaine général du Chili puis vice-roi du Río de La Plata en 1799. Lorsque Gabriel de Avilés est nommé vice-roi du Pérou en 1801, il préfère rester à Buenos Aires et décide d'embrasser la carrière militaire en entrant au régiment de volontaires de cavalerie de Buenos Aires. Il se distingue durant les invasions britanniques du Río de La Plata (il est fait prisonnier par les Anglais en 1806).
En 1810, il intègre le régiment des dragons de Buenos Aires juste au moment de la révolution de Mai. Il participe aux campagnes militaires contre les royalistes espagnols dans le Haut-Pérou, puis en 1812 est désigné gouverneur de la province de Corrientes. En 1815 il devient général et l'année suivante, il accompagne le libertador José de San Martín avec l'Armée des Andes afin de libérer le Chili de la domination espagnole. Entre 1817 et 1820, il est gouverneur de la province de Cuyo. Il suit de nouveau San Martín au Pérou en 1821 qui le nomme président du département de Huaylas. Le 21 décembre 1821, il est fait Grand maréchal du Pérou,.
Avec le départ de José de San Martín du Pérou, Luzuriaga perd son principal soutien et décide de revenir en Argentine et de se retirer de la vie publique. Tombé dans l'oubli et la pauvreté, il meurt à Pergamino, dans la province de Buenos Aires, le 1er mai 1842 en se tirant une balle dans la tête,.
En guise d'hommage, la province de Mariscal Luzuriaga dans la région d'Áncash, au Pérou, porte son nom.